# Maria Demelówna
Maria Demelówna (Demel) (ur. 1866, zm. 4 lutego 1945 we Lwowie) – polska nauczycielka, działaczka oświatowa i społeczna, polityczka narodowo-demokratyczna, radna Lwowa, przewodnicząca Narodowej Organizacji Kobiet we Lwowie.

## Życiorys

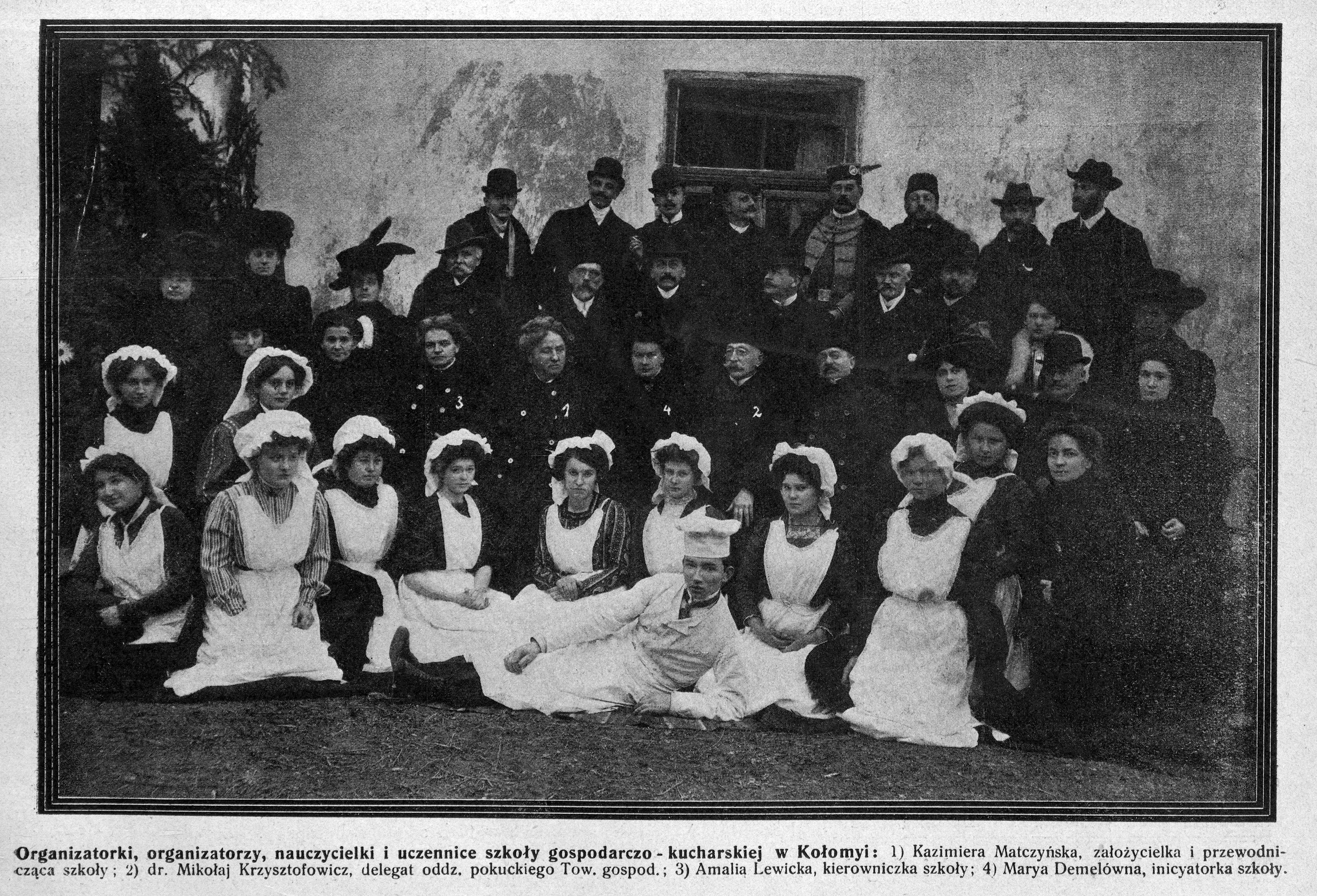
Organizatorzy, nauczycielki i uczennice szkoły gospodarczo-kucharskiej w Kołomyi w 1910. Maria Demelówna, wbrew opisowi, siedzi po prawicy Amalii Lewickiej (nr 3)

W 1896 uzyskała świadectwo dojrzałości w C.K. Seminarium Żeńskim we Lwowie.
Od 1 września 1899 była nauczycielką w szkole w Olesku. Była sekretarzem miejscowego koła Towarzystwa Szkoły Ludowej, a następnie członkiem zarządu XIV koła TSL im. Małego Światka we Lwowie. Założyła szkołę guzikarską i zabawkarską w Kulikowie. Należała do Stronnictwa Demokratyczno-Narodowego. W 1910 zainicjowała powstanie szkoły gospodarczo-kucharskiej w Kołomyi. W 1912 wytoczyła proces księdzu z Oleska oskarżając go o zniesławienie. Powodem było zaangażowanie oświatowe Demelówny. Przyjaźniła się z Marią Dulębianką, z którą prowadziła korespondencję.
Po odzyskaniu niepodległości działała w Związku Ludowo-Narodowym. Przewodniczyła lwowskiemu oddziałowi Narodowej Organizacji Kobiet. Od października 1920 do grudnia 1921 była członkiem wydziału wykonawczego Komitetu Dzielnicowego Popierania Skarbu Państwa. Angażowała się w zbiórkę złota i srebra na rzecz skarbu państwa. W wyborach w 1922 kandydowała z listy nr 8 (Chrześcijański Związek Jedności Narodowej) w okręgu wyborczym nr 50 (Lwów). Została wybrana zastępcą posła na Sejm RP. W wyborach w 1928 kandydowała ponownie z Bloku Katolicko-Narodowego. Była członkiem licznych organizacji społecznych: Centralnego Komitetu dla Uczącej się Młodzieży, Towarzystwa Przyjaciół Skarbu Państwa i Wydziału Polskiego Towarzystwa Opieki nad Kresami. Działała w Radzie Nadzorczej Towarzystwa Popierania Przemysłu i Handlu Polskiego „Rozwój” oraz Polskim Towarzystwie Gimnastycznym „Sokół”. Należała do Obozu Wielkiej Polski, gdzie od maja 1927 pełniła funkcję kontrolera skarbowego w Komitecie Dzielnicowym. Od września 1928 w Komitecie Organizacyjnym i Radzie Naczelnej Stronnictwa Narodowego. W 1931 została członkiem Lwowskiego Komitetu Obywatelskiego Pomocy Bezrobotnym. W 1937 założyła Bezprocentową Kasę Pożyczkową przy parafii św. Andrzeja Apostoła we Lwowie. W wyborach samorządowych we Lwowie w 1939 została wybrana radną w okręgu nr III z listy Katolicko-Narodowej.
Zmarła 4 lutego 1945 we Lwowie.

## Publikacje
- Sprawozdanie z półkolonij wakacyjnych N. O. K. Lwowa i Małopolski Wschodniej za rok 1935 (1936)

## Ordery i odznaczenia
- Krzyż Oficerski Orderu Odrodzenia Polski (30 kwietnia 1925)[11]